# 今湊敬樹
今湊 敬樹（いまみなと けいじゅ、1996年（平成8年）1月13日 - ）は、フジテレビのアナウンサー。

## 経歴
茨城県笠間市出身。
茨城中学校・高等学校を経て、早稲田大学先進理工学部化学・生命化学科卒業。
大学では石原浩二教授の無機反応化学研究室に所属し、「ARSとボロン酸の反応に及ぼすリン酸緩衝液の影響」の研究や「糖尿病検査薬の基礎研究」をしていた
Influence of Phosphate Buffer on the Reaction of 3‐Nitrophenylboronic Acid with Alizarin Red S - Imaminato - 2023 - ChemistrySelect - Wiley Online Library
大学在学中は早稲田大学放送研究会のほか、理工バレーボール部にも所属していた。
2018年4月、アナウンサーとしてフジテレビ入社。同期は、井上清華・杉原千尋・大川立樹。

## 人物
出身地の茨城県は相撲が盛んで、小学生の時から相撲の経験がある。
資格は、漢字能力検定2級・英語検定2級・数学検定2級・スキューバダイビングを所持している。
趣味は、旅行・フットサル。好きなスポーツは野球・バレーボール・相撲で、好きなドラマは「やまとなでしこ」と「ガリレオ」。苦手なものは辛い食べ物。
2022年9月15日付で茨城県より「いばらき大使」に委嘱された。

## 出演番組
太字は出演中
レギュラー出演番組・キャスター名（地上波）
| 期間                     | 期間   | 月・火曜日                                                | 水曜日                                                    | 木・金曜日                                       | 土曜日   | 日曜日                       |  |
| ------------------------ | ------ | --------------------------------------------------------- | --------------------------------------------------------- | ------------------------------------------------ | -------- | ---------------------------- |  |
| 2018.10                  | 2019.3 | プライムニュース イブニング フィールドキャスター          | プライムニュース イブニング フィールドキャスター          | プライムニュース イブニング フィールドキャスター | （なし） | みんなのKEIBA 実況リポーター |  |
| 2019.4                   | 2020.9 | FNN Live News α フィールドキャスター                      | FNN Live News α フィールドキャスター                      | （なし）                                         | （なし） | みんなのKEIBA 実況リポーター |  |
| 2020.10                  | 2021.3 | FNN Live News α フィールドキャスター                      | （なし）                                                  | （なし）                                         | （なし） | みんなのKEIBA 実況リポーター |  |
| 2021.4                   | 2022.6 | FNN Live News α フィールドキャスター                      | FNN Live News α フィールドキャスター                      | （なし）                                         | （なし） | みんなのKEIBA 実況リポーター |  |
| 2022.7                   | 2022.9 | FNN Live News α スポーツキャスター1・フィールドキャスター | FNN Live News α スポーツキャスター1・フィールドキャスター | （なし）                                         | （なし） | みんなのKEIBA 実況リポーター |  |
| 2022.10                  | 2024.3 | FNN Live News α スポーツキャスター・フィールドキャスター  | （なし）                                                  | （なし）                                         | （なし） | みんなのKEIBA 実況リポーター |  |
| 2024.4                   | 現在   | FNN Live News α フィールドキャスター                      | （なし）                                                  | （なし）                                         | （なし） | みんなのKEIBA 実況リポーター |  |
| 備考 - 1内野泰輔の後任。 |        |                                                           |                                                           |                                                  |          |                              |  |

### その他
- スポーツ中継（バレーボール・フィギュアスケート・競馬・野球・駅伝・ゴルフ・相撲）
  - 競馬国際GI実況（香港：チェアマンズスプリントプライズ、2023年4月30日）
- 2022年北京オリンピック（スポーツキャスター）
- 2024年パリオリンピック（スポーツキャスター）
- プロ野球ニュース (フジテレビONE、2019年5月19日 - )
- FNN Live News α
  - （2021年11月8日 - 10日、内野泰輔休暇時の代行[11]
  - （2019年10月17日・18日、2020年3月20日、10月29日・30日、安宅晃樹休暇・不在時の代行）
  - （2021年12月2日・3日、黒瀬翔生休暇時の代行）
  - （2022年9月8日・9日、海老原優香休暇時の代行）
- S-PARK（2021年8月8日、ニュースキャスター）
- ダウンタウンなう（2018年7月13日） - 「フジ新人アナ」としてゲスト出演
- FNNプライムニュース α（2018年9月17日・18日）安宅晃樹の代理で出演
- FNNニュース（2019年1月2日朝）
- プライムニュース イブニング（2018年10月1日 - 2019年3月29日　フィールドキャスター）
- FNNニュース（2019年12月31日昼、2020年1月3日昼）
- FNN Live News days
  - （2020年9月23日 - 25日） - 野島卓休暇時の代理メーンキャスター[12]
  - （2021年7月31日）[13][14]
- めざましどようび（2021年7月31日）[13][14]
- 地震速報特番スタジオキャスター（2022年3月16日、2022年・福島県沖地震）
  - 三田友梨佳・内田嶺衣奈・内野泰輔と共同で担当。
- すぽると!（2025年5月26日、ニュースキャスター、山本賢太不在時の代行）

## 競馬GI実況歴
日本
- ヴィクトリアマイル（2025年）

海外
- チェアマンズスプリントプライズ（2023年～2024年）
- 香港スプリント（2023年）
- 香港ヴァーズ（2024年）